# داميان برونر
داميان برونر هو لاعب هوكي الجليد سويسري، ولد في 9 مارس 1986 في كلوتن في سويسرا.

## وصلات خارجية
- داميان برونر على موقع دوري الهوكي الوطني (الإنجليزية)
- داميان برونر على موقع EliteProspects.com (الإنجليزية)
- داميان برونر على موقع Eurohockey.com (الإنجليزية)
- داميان برونر على موقع HockeyDB.com (الإنجليزية)
- داميان برونر على موقع Hockey-Reference.com (الإنجليزية)
- داميان برونر على موقع أوليمبيديا (الإنجليزية)